# 2011 UP411
2011 UP411, também escrito como 2011 UP411, é um corpo menor que está localizado no disco disperso, uma região do Sistema Solar. Este corpo celeste é classificado como um fourtino, pois, o mesmo está em uma ressonância orbital de 1:4 com o planeta Netuno, ou seja, ele gira em torno do Sol uma vez a cada quatro órbitas de Netuno. Ele possui uma magnitude absoluta de 8,6 e tem um diâmetro estimado com cerca de 84 quilômetros.

## Descoberta
2011 UP411 foi descoberto no dia 26 de maio de 2011 pelo astrônomo M. Alexandersen.

## Órbita
A órbita de 2011 UP411 tem uma excentricidade de 0,490 e possui um semieixo maior de 75,586 UA. O seu periélio leva o mesmo a uma distância de 38,565 UA em relação ao Sol e seu afélio a 113 UA.